# Ladoňka dvoulistá
Ladoňka dvoulistá (Scilla bifolia) je druh jednoděložné rostliny z čeledi chřestovité (Asparagaceae). V minulosti byl řazen do čeledi hyacintovité (Hyacinthaceae), případně do čeledi liliovité v širším pojetí (Liliaceae s.l.). Druh je součástí taxonomicky obtížného komplexu, do kterého patří také ladoňka vídeňská (Scilla vindobonensis) a ladoňka karpatská (Scilla kladnii).

## Popis
Jedná se o asi 5–20 cm vysokou vytrvalou rostlinu s vejčitou až kulovitou podzemní cibulí, do 2 cm v průměru. Listy jsou jen v přízemní růžici, přisedlé, nejčastěji 2 z jedné cibule. Čepele jsou čárkovité, asi 0,5–1 cm široké, v době květu zřetelně žlábkovité, nahoře s kápovitou špičkou. Z jedné cibule vyráží většinou jen 1 stvol, občas pod květenstvím červenavě naběhlý, včetně okrajů listových pochev, někdy ale pochvy i stvol víceméně zelené. Květy jsou v máločetných květenstvích, kterým je hrozen, při rozkvětu víceméně jednostranný, stopky dolních květů jsou někdy nápadně dlouhé. Listeny chybí nebo jsou nepatrné. Okvětí se skládá ze 6 okvětních lístků, jsou volné, asi 10–11 mm dlouhé. Jsou většinou oboustranně světle fialově modré, na bázi bez bílé skvrny, popupata jsou fialově modrá. Tyčinek je 6. Gyneceum je srostlé ze 3 plodolistů, čnělka přechází v semeník pozvolna. Plodem je tobolka, v době dozrávání zelená až temně zelená. Semena jsou za čerstva načedle hnědá, po usušení tmavě hnědá.

## Poddruhy[2]
- Scilla bifolia subsp. bifolia
- Scilla bifolia subsp. buekkensis
- Scilla bifolia subsp. spetana
- Scilla bifolia subsp. rara

## Rozšíření v Česku
V ČR roste v Polabí a na jižní až střední Moravě. Nejčastěji roste v sušších luzích a dubohabřinách či vlhčích křovinách.